# Galaxy Quest
Galaxy Quest és una comèdia cinematogràfica estatunidenca de ciència-ficció estrenada el 1999, que va estar dirigida per Dean Parisot i escrita per David Howard i Robert Gordon. Mark Johnson i Charles Newirth van produir-la per DreamWorks.
La pel·lícula parodia sèries de televisió com Star Trek i els seus fandom, i és protagonitzada per Tim Allen, Sigourney Weaver, Alan Rickman, Tony Shalhoub, Sam Rockwell i Daryl Mitchell. El títol fa referència a una antiga sèrie de televisió amb el mateix nom, en la qual la tripulació d'una nau espacial s'embarca en diverses aventures intergalàctiques. Enrico Colantoni interpreta el líder d'una raça alienígena que demana ajuda als actors, creient que les peripècies de la sèrie són un fet real. A la pel·lícula també hi participen secundaris com Robin Sachs, que dona vida al senyor de la guerra Sarris, o Patrick Breen, que interpreta un altre alienígena. Justin Long participà en la seva primera pel·lícula encarnant un seguidor obsessionat per la sèrie de televisió.
El llargmetratge va rebre molts elogis de la crítica, i al llarg des anys va rebre l'estatus de pel·lícula de culte, convertint-se en popular entre els seguidors, treballadors i actors de la sèrie Star Trek per la seva afectuosa paròdia. Va guanyar el prestigiós premi Hugo a la millor presentació dramàtica, així com un premi Nebula al millor guió, un premi Hochi a la millor producció internacional, a més de ser nominada per deu premis Saturn, incloent els de millor pel·lícula de ciència-ficció, millor director per Parisot, millor actriu per Weaver i millor actor secundari per Rickman, guanyant el de millor actor Allen. La pel·lícula també va ser inclosa a la llista, de la revista Reader's Digest, de les 100 pel·lícules més divertides de tots els temps.

## Repartiment
- Tim Allen - Jason Nesmith (Cmdr. Peter Quincy Taggart)
- Sigourney Weaver - Gwen DeMarco (Tinent Tawny Madison)
- Alan Rickman - Alexander Dane (Dr. Lazarus)
- Tony Shalhoub - Fred Kwan (Sergent Chen)
- Sam Rockwell - Guy Fleegman (Tripulant #6 / Cap de seguretat "Roc" Ingersoll)
- Daryl Mitchell - Tommy Webber (Tinent Laredo)
- Enrico Colantoni - Mathesar
- Robin Sachs - General Roth'h'ar Sarris
- Jed Rees - Teb
- Justin Long - Brandon
- Missi Pyle - Laliari
- Patrick Breen - Quellek
- Jeremy Howard - Kyle
- Samuel Lloyd - Neru
- Rainn Wilson - Lahnk
- J. P. Manoux - Al·lien excitat
- Dian Bachar - Tècnic nerviós
- Heidi Swedberg - Mare de Brandon

La veu de Kevin McDonald participa com a presentador a la convenció de fans.